# Anaheim Ducks
Az Anaheim Ducks, korábban Mighty Ducks of Anaheim egy amerikai profi jégkorongcsapat. Tagja az National Hockey League-nek, jelenleg a Nyugati főcsoport Csendes-óceáni divíziójában szerepel.

## A csapat története
1992. december 12-én kapta meg a jogot a kaliforniai, azon belül Anaheim városában székelő Walt Disney Company, hogy NHL csapatot hozzon létre. A csapat 1993-ban alakult meg Mighty Ducks of Anaheim néven. Soha nem volt titok, hogy az akkoriban mozivásznon is megjelenő "Kerge Kacsák" című családi film ihlette a gárda létrehozását. Egészen 2005-ig a Disney Company tulajdonában állt az alakulat. Ebben az évben vásárolta meg Henry és Susan Samueli a franchise-t. A tulajdonosváltás nagy fordulópontot jelentett a csapat életében, megváltoztak a csapat színei és a nevük is. A 2006-07-es szezont már Anaheim Ducks néven kezdték. 
A csapat eddigi története során hatszor jutott be a rájátszásba, kétszer volt a Nyugati főcsoport győztese (2003-ban és 2007-ben), és egyszer szerezte meg a Stanley-kupát (2007-ben).

### A korai szakasz
Az NHL-be lépést követő első szezon a várakozásoknak megfelelően nem hozott átütő sikert, noha már ekkor sikerült 33 győzelmet felmutatni. A csapatot olyan játékosok alkották, akik más gárdákba nem fértek be, vagy túl voltak már pályafutásuk zenitjén. Az elért teljesítmény így még inkább megsüvegelendő volt. Történetük első hazai meccsét abban az Anaheim Arena-ban vívták, mely később az Arrowhead Pond of Anaheim elnevezéssel vált közismertté. A csarnok napjainkban a Honda Center nevet viseli.

### "A Japán csapás és a Finn villanás"
Az 1993-as NHL-drafton a 4. helyen foglalták le azon játékos játékjogát, aki az azt követő 10 évben mind arculatot, mind ismertséget hozott a csapat számára. A japán és skót ősökkel is rendelkező Paul Kariya apró termete ellenére elképesztő adottságokkal volt megáldva. Mind sebessége, mind a korong kezelési képessége átlagon felülivé tette őt. Egy évvel később a csapat szintén egy draft keretein belül jutott Steve Rucchinhoz, aki hasonlóan Kariya-hoz meghatározó játékossá nőtte ki magát. Az eredmények ugyanakkor elmaradtak, az első 2 évben az egyesület nem kvalifikálta magát a Stanley-kupa rájátszásába.
1996. február 7-én ütötték nyélbe a csapat mindezidáig legnagyobb játékos-cseréjét, amikor Chad Kilger, Oleg Tverdovszkij és egy 3. körös draftjog ellenértékeként többek között megszerezték a Winnipeg Jets fiatal finn sztárját, Teemu Selänne-t. Kariya-val és Rucchin-el kiegészülve a liga legtermékenyebb és legveszélyesebb csatárhármasát alkották.
A következő szezonban a Mighty Ducks bejutott a playoff-ba, először az anaheimi egylet történetében. A rá következő esztendő ugyanakkor visszaesést hozott, mivel az utószezont nélkülük rendezték meg. Egy év kihagyást követően, a '98-'99-es bajnokságban ismét képviseltették magukat, ám már az első körben búcsúzni kényszerültek a küzdelmekről. Pikantéria a történetben, hogy az a Detroit Red Wings búcsúztatta őket sima 4-0-s összesítéssel, amely 2 évvel azt megelőzően ugyanilyen arányban bizonyult jobbnak.

### 1999–2003
Ekkor következett be a csapat rövidke történetének hanyatlása, mivel az elkövetkező 3 évben is csak 82 összecsapásból állt a szezon számukra. Ez részben Teemu Selanne távozásával, részben az elhibázott csapatépítési taktikákkal magyarázható, arról nem is beszélve, hogy a draft-on megszerzett játékosok sorra mondtak csődöt. Beszédes statisztika, hogy az ezalatt draftolt első körös játékosok (ez esetben a Stanislav Chistov-Alexei Smirnov-Jordan Leopold trióról beszélünk) összesen 188 összecsapáson húzhatták magukra a Kacsák uniformisát. Paul Kariya egyedül volt hivatott a hátán vinni a csapatot, amely megoldhatatlan akadályok elé állította az egyébként is halk szavú kiscsatárt. A tengeren túli média nem egyszer jellemezte úgy a csapatot, hogy Kariya és a többiek. Sokat mondó megnevezés.

### A "majdnem" Hamupipőke történet
A sikertelen nekifutásokat maguk mögött hagyva a 2002-2003-as kiírást átalakult kerettel és új célokkal kezdték meg. Csere keretein belül megszerezték Petr Sykora-t a New Jersey Devilstől (a csere egyik ellenértéke Jeff Friesen volt, aki kulcsfontosságú lesz még a történet szempontjából), a szabadügynök piacról pedig leszerződtették Adam Oates-t, a liga valaha volt egyik legnagyobb "gólpassz-királyát". Hajlott kora ellenére Oates még ekkor is igen megbízhatóan teljesített, noha egy nagyobb sérülésnek köszönhetően jelentős mennyiségű derbit kellett kihagynia.
A csere-stop előtti napokban húztak még egy nyulat a kalapból, mivel Sandis Ozolinsh is érkezett Floridából, ezzel teljessé téve a csapatot a playoff-ért folytatott harcban.
Az alapszakaszt követően a hetedik, utolsó előtti helyen jutottak be a nyugati főcsoportból, ahol az első körben visszaadták a "keserű kölcsönt" a Detroit csapatának, és 4-0-s söpréssel mentek tovább a főcsoport-elődöntőbe. A széria megnyerése azért is volt elképesztő cselekedet, mivel több, mint 40 éve nem fordult elő, hogy az előző évi bajnokot az első körben "sweepeljék".
Az elődöntőben az alapszakasz győztes Dallas Starson túljutva a főcsoport-döntőben a másik meglepetés csapat, a Minnesota Wild fogadta őket. A hatalmasnak prognosztizált párharc elmaradt, a szárnyasok itt is söpréssel mentek tovább, és kvalifikálták magukat a Stanley kupa fináléjába, a csapat fennállása során először. Ez a teljesítmény leginkább a Ducks kapusának, Jean-Sebastien Giguere-nek volt köszönhető, aki a főcsoportdöntőben összesen 1 gólt kapott, ami negatív csúcs a rájátszások történetében, a vesztes csapat szemszögéből.
Csapatszinten is nagyot alkottak Kariya-ék, akik minden párharcot két idegenbeli győzelemmel kezdtek, egészen a döntőig. Ez is rekord az NHL históriás könyvében.
Giguere kapus 1,22-es kapott gólátlaga a 2. legjobb statisztika volt a rájátszások történetében.A csapat viszont nem tudta véghezvinni a csodát, a mindent eldöntő 7. meccsen alulmaradtak a Devils otthonában, köszönhetően az előbbiekben már említett Friesen remeklésének, aki összesen 6 gólt ütött egykori csapatának.
Ezek ellenére sem maradt trófea nélkül az Anaheim, Jean-Sebastien Giguere kapta meg a playoff legértékesebb játékosának járó Conn Smythe Trophy-t, ezzel ő lett az 5. játékos a történelemben, aki a vesztes csapatból kikerülve kapta meg ezt a kitüntetést.

### Egy korszak vége
A nagydöntőt követően Kariya, mint a csapat kapitánya ígéretet tett a szurkolóknak, hogy 2004-ben Anaheim-be hozzák a kupát. Az akkori általános igazgatóval kötött szóbeli megállapodásnak köszönhetően, amelyben hozzájárult egy fizetéscsökkentéshez is a csapat megerősítése érdekében. Az addigi, 10 millió dolláros fizetését 6-7 millióra csökkentették volna, amelyben meg is állapodott (szintén szóban) az akkori vezetőséggel. Mégis hátat fordított a csapatnak, és egykori játszótársával, Selanne-val karöltve a Colorado Avalanche szerződését fogadta el, ajándéknak mondható 1 éves, 1,5 millió dolláros fizetésért. Ezzel nem kis ellenszenvet és csalódottságot kiváltva az addig hűséges fanatikusokból, és drukkerekből. Indoklásként a kupa iránti vágy szerepelt, amelyet a Colorado bivalyerős keretével reálisabbnak érzett. A drukkerek a mai napig nem felejtették el ezt a cselekedetét, minden Anaheim-ben vívott találkozóján nem kis huhogással és nemtetszés-nyilvánítással "ajándékozzák" meg az egykori közönségkedvencet. Elvonatkoztatva a történettől ugyan, de meg kell jegyezni, hogy két sérülésnek köszönhetően, és egy magához képest igen gyenge szereplés mellett nem sikerült a magasba emelnie az ezüst kupát.

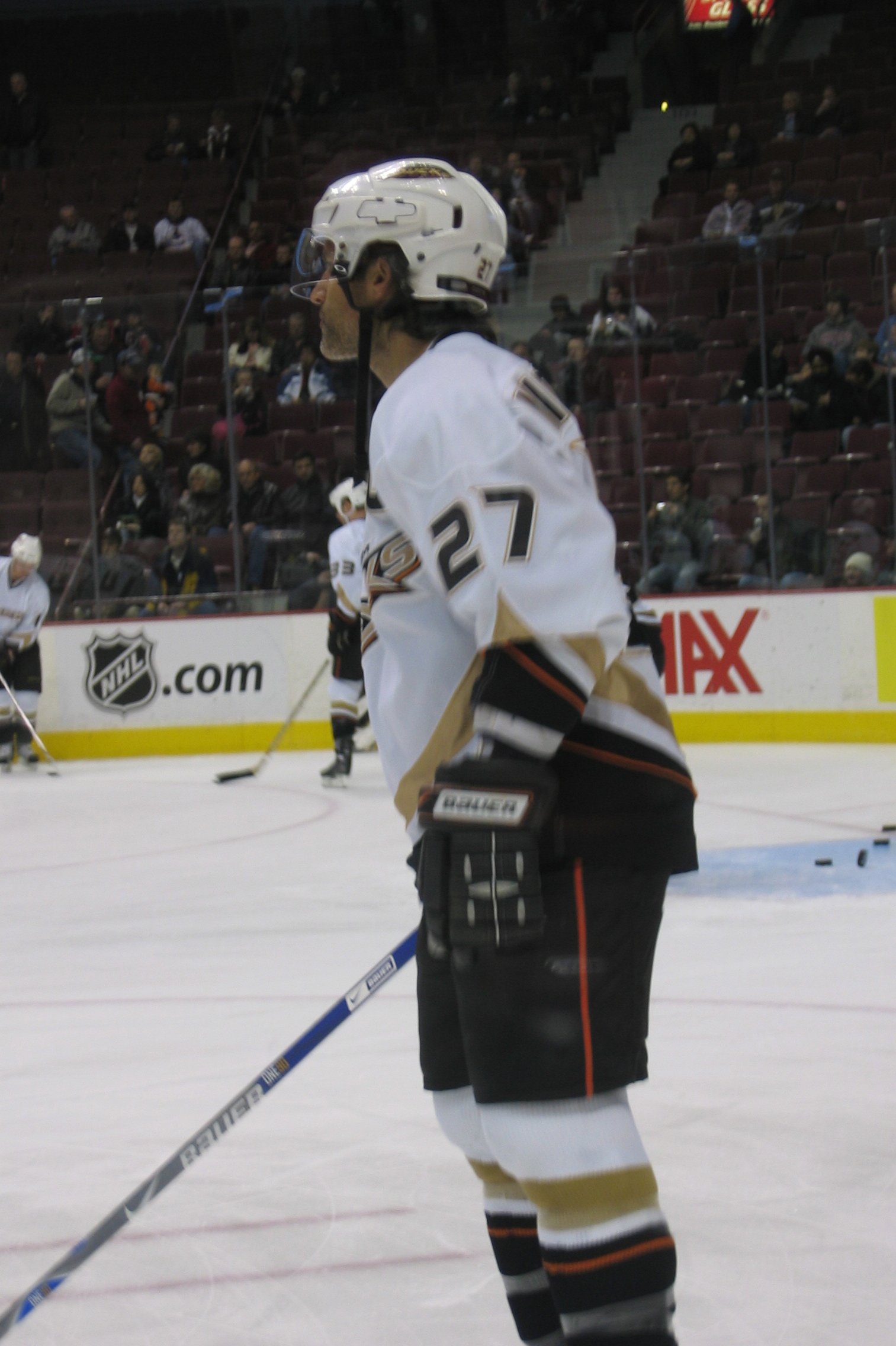
Scott Niedermayer a Ducks csapatkapitánya

### A virágkor kezdete
Az NHL-sztrájkot követően a csapat hatalmas változásokon ment keresztül. Az apparátus cseréjét kezdték az új GM személyével, Brian Burke kinevezésével. Az addigi vezetőedző, Mike Babcock a nagy rivális Red Wings ajánlatára szignózta a nevét, így pótlásáról gondoskodni kellett. Burke az addig NHL tapasztalattal nem rendelkező, de kisebb ligákban igen szép eredményeket elérő Randy Carlyle-t nevezte ki az alakulat élére trénerként.
Carlyle játékosként nem tartozott a vajkezű játékosok közé, védőként nem egyszer mondott megálljt a Gretzky-kaliberű csatároknak, aminek köszönhetően egy alkalommal a legjobb védőnek választották a ligában.
Új edzőhöz új védelem is dukált. Kezdték a sztárvédő, Scott Niedermayer megszerzésével, aki annak a Rob Niedermayer-nek a bátyja, aki a Ferencvárosban (FTC) is megfordult unokatestvérével Jason Strudwick-al az oldalán.
Teemu Selanne is visszatalált szabadügynökként a kaliforniaiakhoz, 2 komoly térdműtét után, diszkont-áron, 1 millió dollárért írt alá a fehér-zöld mezesekhez.
Már ez a szezon is a várakozásokat felülmúlva sikerült. Scott Niedermayer-t jelölték a legjobb védő címére (a Ducks-ba igazolást megelőző szezonban már megkapta ezt a trófeát), míg a másodvirágzását élő Selanne meg sem állt 40 gólig. A derék Teemu jutalma a Bill Masterton-emléktrófea lett, amit a sport iránti alázattal és akarással rendelkező játékosnak ítélnek oda. Minden bizonnyal a 2 térdműtét is közre játszott az elnyerésben. A csapat egészen a főcsoportdöntőig menetelt, ahol csak a későbbi döntős Edmonton Oilers bizonyult bevehetetlen várnak.

### 2006. október 6-tól 2007. június 6-ig
A Ducks történetének 14. szezonját minden bizonnyal a valaha volt legjobb kerettel kezdhették meg. A nyáron érkezett az Oilers-től a betonkemény sztárjátékos Chris Pronger (igen vastag ellenértékért cserébe), akivel a védelem soha nem látott erőt képviselt. A fiatalok tapasztalattal felvértezve, az öregek bizonyítási vágytól égve, megalkották azt a nagybetűs CSAPATOT, amely kupaesélyesként vágott neki a küzdelmeknek.
Kezdésként új NHL-csúcsot jelentő 16 meccses pontszerző sorozattal (12-0-4) nyitottak, búcsút intve a '84-es Edmonton addig regnáló rekordjának.
Ez év január 16-án a gárda lejátszotta fennállása 1000. alapszakasz találkozóját, március 11-én a Vancouver ellen begyűjtötték 1000. pontjukat.
Selanne 48 gólja a 3. legtöbb volt a ligában (25 emberelőnyös góljánál senki sem szerzett többet), így az első játékos a ligában, aki 35. életévét betöltve két egymást követő szezonban 40 vagy annál több gólt termelt.
A Csendes-óceáni csoportot először megnyerve megszerezték a 2. kiemelt helyét a tabellán, így a Detroit elleni párharcot leszámítva pályaelőnnyel mehettek neki a kieséses szakasznak. A Minnesota-Vancouver-Detroit hármason keresztül verekedve jutottak be a nagydöntőbe, második alkalommal a '93-as létrejöttükét követően. Ott az Ottawa Senators jutott ellenfélül. A párharcot megelőzően számos helyen, írott és elektronikus médiában feszegették a két csapat közötti különbségeket. Míg az Ottawa egy támadó felfogású, rendkívül gyors játékot játszó támadócsapat hírében állt, addig az Anaheim egy védekezésre épülő, letámadásokra specializálódott, agresszív csapat benyomását keltette (A "Kacsák" rendelkeztek magasan a legtöbb kiállítással és a legtöbb verekedéssel az alapszakaszban).
2007. június 6-án otthon, a széria 5. összecsapásán 6-2-es győzelmet arattak a Senators felett, így 4-1-es összesítéssel az Anaheim Ducks első Stanley kupagyőzelmét könyvelhette el.
Ennek köszönhetően az azóta már megszűnt Victoria Cougars 1925-ös győzelme óta az első egyesület amelyik nyugati parti gárdaként otthonába vihette Lord Stanley ereklyéjét.
A playoff legértékesebb játékosának a kapitányt, Scott Niedermayer-t választották. Ezzel ő az első játékos a történelemben, aki mindent megnyert, amit játékos a saját posztján megnyerhetett(junior világbajnok, felnőtt világbajnok, világkupa győztes, Stanley kupa győztes, Memorial kupa győztes, olimpiai bajnok + Norris trófea győztes, mint legjobb védő, Conn Smythe trófea győztes mint, playoff MVP).

### A kupagyőzelemtől a jelenig
A kupagyőztesekre jellemző visszaesés a klubot nem kerülte el, amelyben közrejátszott a motivációhiánnyal küzdő Scott Niedermayer és Teemu Selanne kálváriája. Mind a ketten a visszavonulás gondolatával játszadoztak, mígnem előbbi december 5-én, utóbbi január 28-án visszatért és a szezon hátralévő részében segítette a társakat. Ez arra volt elég, hogy csapatuk a 7. helyen ment be az utószezon küzdelmeibe, és az első körben 6 meccsen búcsúztak a Dallas Stars ellenében.
A 2008-2009-es szezonnak úgy mentek neki, hogy már az uborkaszezonban letisztázták a játékosokkal kapcsolatban felmerült kérdéseket. Nagy név nem érkezett a csapatba, viszont mind Niedermayer, mint Selanne a szezon elejétől részese volt a küzdelmeknek.
Ám a gyenge rajt, és a sérülések hathatós közreműködése ellenére a csapat az utolsó napig versenyben volt a rájátszásért. Francois Beauchemin egész szezonra kiterjedő sérülése kétes eredményt hozott magával, mivel a védelem egyik kulcsjátékosát veszítette el a csapat, de ez nyitotta meg az utat Bobby Ryan, a Ducks legnagyobb tehetsége előtt. Az ifjú csatár 18 meccses hátrányból indulva hajtotta végre azt a nem mindennapi bravúrt, hogy az újoncok között élen végzett ami a gólokat és a pontokat illeti. Evgeni Malkin óta az első "rookie", aki 30 találat felett tudott termelni. Ez arra volt elég, hogy jelöljék az "év legjobb újonca" címre.
A csapat az utolsó napig versenyben volt a jobb pozícióért, mégis a 8., egyben utolsó helyen jutottak be, és kapták az alapszakasz-győztes San Jose Sharks-t ellenfélnek. Erőn felül teljesítve 6 meccsen felülkerekedve mentek a 2. körbe, ahol összejött a sokak szerint előrehozott Stanley kupa döntő, a Detroittal szemben. A végsőkig versenyben voltak a továbbjutásért, ám a mindent eldöntő hetedik meccsen az iparvárosiak, mondhatni papírformának megfelelően legyőzték Carlyle legénységét.

## Ducks-Kings rivalizálás
A Los Angeles Kings és az Anaheim Ducks régi riválisok. A két csapat között fennálló viszály még 1993-ban, a Ducks megalapításával kezdődött. A két franchise székhelye nagyon közel van egymáshoz, mindössze ötvenhat kilométer választja el őket. Bár a rájátszásban még sosem mérte össze erejét a két csapat, de az alapszakasz találkozói során a szurkolók mindig elkísérik a csapatukat, ha a riválisnál vendégeskednek.

## A csapat logója, meze és kabalája

### A logó
A csapat jelenlegi címere egy kacsalábat formázó „D” betű, amelyet a „Ducks” szó többi betűje követ. A logó háttere fehér színű, a felirat pedig aranysárga, amelyet fekete és narancs keret szegélyez.

### A mez
Az 1993 és 2006 között használt mezen a fehér, padlizsán, zöld nefrit és szürke színek domináltak. Természetesen ezen még a csapat régi logója volt látható. A mez 1997-ben elnyerte a "legdivatosabb szerelésnek" járó ESPY díjat.
A napjainkban használt mezen értelemszerűen már az új címer található. A hazai meccseken használt mezen fekete alapon aranysárga, fehér illetve narancssárga csíkok futnak végig, míg az idegenben viselt mez fehér alapú, és a már fent említett csíkok díszítik.

### A kabala
A csapat kabalája kezdetektől fogva egy emberformájú kacsa, aki Wild Wing névre hallgat. Wild Wing egy 93-as számú Ducks mezt, valamint egy régi fajta kapusmaszkot visel. A szám a csapat csatlakozásának dátumát (1993) hivatott jelezni. A nevet közönségszavazás során választották ki.
A kabalához hasonló, megközelítőleg 4 méter magas bronz szobor áll a csarnok bejárata előtt.
Amikor 2005-ben új tulajdonos jött a csapathoz, szándékában állt a mezek megváltoztatásával a kabalát is megváltoztatni, de a szurkolói nyomásnak és a drukkerek petíciójának köszönhetően ez elmaradt.

## Vezetőedzők
- Ron Wilson, 1993–1997
- Pierre Pagé, 1997–1998
- Craig Hartsburg, 1998–2000
- Guy Charron, 2000–2001
- Bryan Murray, 2001–2002
- Mike Babcock, 2002–2005
- Randy Carlyle, 2005–2011
- Bruce Boudreau, 2011–2016
- Randy Carlyle, 2016–2019
- Bob Murray, 2019 (ideiglenesen)
- Dallas Eakins, 2019–2023
- Greg Cronin, 2023–2025
- Joel Queenville, 2025–

## Jelentősebb játékosok

### Csapatkapitányok
- Troy Loney, 1993–1994
- Randy Ladouceur, 1994–1996
- Paul Kariya, 1996–2003
- Teemu Selänne, 1998 ideiglenesen
- Steve Rucchin, 2003–2004
- Nem volt kapitány, a 2004–2005-ös NHL-lockout miatt
- Scott Niedermayer, 2005–2007
- Chris Pronger, 2007–2008
- Scott Niedermayer, 2008–2010
- Ryan Getzlaf, 2010–2022
- Nem volt kapitány, 2022–2024
- Radko Gudas, 2024–[1]

### A Hírességek Csarnokának tagjai
- Jari Kurri – az 1996–1997-es szezon során játszott a csapatban, 2001-ben került be a Hírességek Csarnokába.

### Első körben draftolt játékosok
- 1993: Paul Kariya (4. helyen)
- 1994: Oleg Tverdovszkij (2. helyen)
- 1995: Chad Kilger (4. helyen)
- 1996: Ruszlan Szalej (9. helyen)
- 1997: Michael Holmqvist (18. helyen)
- 1998: Vitalij Visnyovszkij (5. helyen)
- 1999: Nem draftolt első körben
- 2000: Alekszej Szmirnov (12. helyen)
- 2001: Sztalniszlav Csisztov (5. helyen)
- 2002: Joffrey Lupul (7. helyen)
- 2003: Ryan Getzlaf (19. helyen) és Corey Perry (28. helyen)
- 2004: Ladislav Smid (9. helyen)
- 2005: Bobby Ryan (2. helyen)
- 2006: Mark Mitera (19. helyen)
- 2007: Logan MacMillan (19. helyen)
- 2008: Jake Gardiner (17. helyen)
- 2009: Peter Holland (15. helyen) és Kyle Palmieri (26. helyen)
- 2010: Cam Fowler (12. helyen) és Emerson Etem (29. helyen)
- 2011: Rickard Rakell (30. helyen)
- 2012: Hampus Lindholm (6. helyen)

### Visszavonultatott mezszámok
- 8 Teemu Selänne (2015. január 11.)[2]
- 9 Paul Kariya (2018. október 21.)[3]
- 27 Scott Niedermayer (2019. február 17.)[4]

## NHL-díjak és -trófeák
Stanley-kupa
- 2007

Clarence S. Campbell-tál
- 2003, 2007

Bill Masterton-emlékkupa
- Teemu Selänne: 2006

Conn Smythe-trófea
- Jean-Sébastien Giguère: 2003
- Scott Niedermayer: 2007

Lady Byng-emlékkupa
- Paul Kariya: 1996, 1997

Maurice 'Rocket' Richard-trófea
- Teemu Selänne: 1999
- Corey Perry: 2010

Hart-emlékkupa
- Corey Perry: 2011

## Klubrekordok
Pályafutási rekordok (csak a Ducks-szal)
- Legtöbb szezon a csapatnál:
- Legtöbb mérkőzés: 701, Teemu Selänne
- Legtöbb mérkőzés (hátvéd): 594, Ruszlan Szalej
- Legtöbb gól: 339, Teemu Selänne
- Legtöbb gól (hátvéd): 54, Scott Niedermayer
- Legtöbb emberelőnyben lőtt gól: 117, Teemu Selänne
- Legtöbb emberelőnyben lőtt gól (hátvéd): 37, Scott Niedermayer
- Legtöbb emberhátrányban lőtt gól: 16, Paul Kariya
- Legtöbb gólpassz: 703, Ryan Getzlaf
- Legtöbb gólpassz (hátvéd): 188, Scott Niedermayer
- Legtöbb pont: 989, Ryan Getzlaf
- Legtöbb pont (hátvéd): 242, Scott Niedermayer
- Legtöbb kiállításperc: 788, Dave Karpa
- Legtöbb zsinórban játszott mérkőzés: 276, Andy McDonald

Szezonrekordok
- Legtöbb gól: 52, Teemu Selänne (1997–1998)
- Legtöbb gól (hátvéd): 16, Fredrik Olausson (1997–1998)
- Legtöbb emberelőnyben lőtt gól: 25, Teemu Selänne (1998–1999 és 2006–2007)
- Legtöbb emberhátrányban lőtt gól: 3, Bob Corkum (1993–1994); Paul Kariya (1995–1996, 1996–1997, 1999–2000 és 2000–2001); Samuel Påhlsson (2005–2006, 2007–2008); Todd Marchant (2006–2007)
- Legtöbb gólpassz: 62, Paul Kariya (1998–1999)
- Legtöbb gólpassz (hátvéd): 54, Scott Niedermayer (2006–2007)
- Legtöbb pont: 109, Teemu Selänne (1996–1997)
- Legtöbb pont (hátvéd): 69, Scott Niedermayer (2006–2007)
- Legtöbb pont (újonc): 57, Bobby Ryan (2008–2009)
- Legtöbb kiállításperc: 286, Todd Ewen (1995–1996)

Kapusrekordok – pályafutás
- Legtöbb mérkőzés: 441, Guy Hebert
- Legtöbb shutout: 29, Jean-Sébastien Giguère
- Legtöbb győzelem: 183, Jean-Sébastien Giguère

Kapusrekordok – szezon
- Legtöbb mérkőzés: 69, Guy Hebert (1998–1999)
- Legtöbb shutout: 8, Jean-Sébastien Giguère (2002–2003)
- Legtöbb győzelem: 36, Jean-Sébastien Giguère (2006–2007)

## Lásd még
- Az Anaheim Ducks játékosainak listája